# Taïga des Territoires du Nord-Ouest
Localisation
La taïga des Territoires du Nord-Ouest (Northwest Territories taiga) est une écorégion terrestre nord-américaine du type forêts boréales, taïga du World Wildlife Fund

## Répartition
La taïga des Territoires du Nord-Ouest recouvre la vallée nord du fleuve Mackenzie, les territoires adjacents de la vallée sud du même fleuve jusqu'au Grand lac de l'Ours et au Grand Lac des Esclaves.  Toute l'écorégion se trouve dans les  Territoires du Nord-Ouest à l'exception d'une petite partie dans l'est du Yukon.

## Climat
La température moyenne varie entre −10 °C au nord et −1 °C au sud de l'écorégion.  La température hivernale moyenne varie entre −26,5 °C au nord et −1 °C au sud.  La température estivale moyenne varie entre 6,5 °C et 14 °C.  Le taux de précipitations annuel se situe entre 200 mm et 400 mm, sauf dans le sud-ouest où il atteint 500 mm.  

## Géomorphologie
Cette écorégion se situe dans des basses terres qui sont en fait le prolongement des Grandes Plaines de l'Amérique du Nord.  Le relief est en général plat ou légèrement ondulant, sauf en certains endroits où la topographie est abruptement découpée par les cours d'eau. 

## Caractéristiques biologiques
Les forêts, clairsemées, sont composées principalement d'épinettes noires chétives.  Les bouleaux et les saules rabougris forment, avec le Ledum decumbens, la strate arbustive alors que le raisin d'ours, les carex et les mousses recouvrent le sol.  Les territoires plus élevés et les régions plus au sud, généralement mieux drainés et moins froids, supportent des forêts mixtes composées d'épinettes noires et blanches, de pins tordus, de mélèzes laricins, de bouleaux et de peupliers faux-trembles et baumiers.  Les milieux humides recouvrent entre 25 % et 50 % de l'écorégion. 

## Conservation
On estime que cette écorégion est intacte dans une proportion de 90 %.